# Cerkev Marijinega oznanjenja, Ljubljana
Cerkev Marijinega oznanjenja (pogosteje kar frančiškanska cerkev) je ena izmed najbolj obiskanih ljubljanskih cerkva, morda tudi zaradi svoje lokacije (Prešernov trg). Je samostanska cerkev zraven stoječega frančiškanskega samostana in župnijska cerkev župnije Ljubljana - Marijino oznanjenje.

## Zgodovina
Zgrajena je bila v letih med 1646 in 1660 na mestu starejše cerkve sv. Martina, ki so jo zgradili avguštinci. Temeljni kamen predbaročne cerve je položil ljubljanski škof Tomaž Hren leta 1628, v istem letu je bila tudi posvečena. Leta 1645 so avguštinci v požaru hudo poškodovano cerkev podrli in že leto zatem začeli graditi novo. Ustanovil jo je Konrad baron Ruessenstein, ki je v volilu zapisal, da se zgradi nova cerkev in posveti Marijinemu oznanjenju, v njej pa uredi kapelico po zgledu Marijine cerkve v Loretu. Kapela je bila posvečena leta 1669, cerkev pa leta 1700, posvetil jo je knezoškof Sigmund Krištof grof Herberstein.
Ob koncu 18. stoletja je bil z jožefinskimi reformami avguštinski red ukinjen, v cerkev in samostan pa so se naselili frančiškani, ki so se preselili s sedanjega Vodnikovega trga. Frančiškani imajo v posesti celoten kompleks še danes.
Zvonika sta bila postavljena šele leta 1719. 1785 je bila pri cerkvi ustanovljena predmestna župnija Marijinega oznanjenja. 

## Arhitektura
Cerkev je zasnovana kot zgodnjebaročna enoladijska dvorana z dvema vencema stranskih kapel. Vhodna fasada je obrnjena proti reki, členijo pa jo mogočni pilastri. Srednji del fasade se dviga nad stranska in je zaključena s trikotnim čelom, ki ga na obeh straneh podpirata voluti. Do vhoda vodi triramno stopnišče, ki je bilo izvedeno ob regulaciji trga v prvi polovici 19. stoletja. Srednja in stranski rami stopnic so zaobljene, z ograjo ter zasaditvijo zapirajo prostor med ramami. Leta 1858 je bila cerkvena fasada popolnoma prenovljena in poslikana z Goldensteinovo fresko. Isti umetnik je izdelal načrt za Marijin kip na vrhu zatrepa. Leta 1883 so poslikavo zamenjali z Wolfovo in kasneje dvakrat prenovili. Potres je cerkvi bolj ali manj prizanesel, zato prenova ni posegla v njeno osnovno obliko.
Baročni glavni oltar je izdelal Francesco Robba; zaključen je bil po njegovi smrti. Stranske kapele imajo bogato oltarno opremo. Več kapel in strop je v 19. stol. okrasil s freskami najprej Matevž Langus, v 30. letih 20. stol. pa je obok prezbiterija in dvorane na novo poslikal impresionist Matej Sternen. 
Poleg cerkve stoji frančiškanski samostan z vrtom, stisnjenim med Prešernov trg, Čopovo in Nazorjevo ulico. V samostanu je znamenita knjižnica, v kateri hranijo tudi Dalmatinovo Biblijo.

## Zvonovi
| #  | Livarna                    | Leto ulitja | Teža (kg) | Premer (cm) | Ton  | Zvonik  |
| -- | -------------------------- | ----------- | --------- | ----------- | ---- | ------- |
| 1. | Strojne tovarne in livarne | 1924        | 2152      | 161         | H°   | vzhodni |
| 2. | Gašper Franchi             | 1720        | 1064      | 132         | d'   | zahodni |
| 3. | Strojne tovarne in livarne | 1922        | 846       | 114         | e'   | zahodni |
| 4. | Strojne tovarne in livarne | 1923        | 634       | 107         | fis' | zahodni |
| 5. | Gašper Franchi             | 1721        | 336       | 92,5        | a'   | zahodni |

## Knjižnica
Prva knjižnica je delovala v prvotnem samostanu redovnikov  manjših bratov  sv. Frančiška Asiškega, ki je bil na Vodnikovem trgu, že od leta 1235. Zdajšnjo je ustanovil Žiga Škerpin (1689–1755) v sredini 18. stoletja. Ob potresu je bila podrta. Na novo je bila zgrajena po projektu arhitekta Raimunda Jeblingerja. Notranja oprema je bila izdelana ob koncu 19. stoletja. 
Knjižnica ima 70.000 knjižnih izvodov zgodovinske vrednosti, iluminirane rokopise in inkunabule, od tega kar 30.000 enot izpred leta 1800.